# Neukirch/Lausitz
Neukirch/Lausitz es un municipio situado en el distrito de Bautzen, en el estado federado de Sajonia (Alemania), a una altitud de 300 metros. Su población a finales de 2016 era de unos 5000 habs. y su densidad poblacional, 240 hab/km².